# Chester (Maryland)
Chester és una concentració de població designada pel cens dels Estats Units a l'estat de Maryland. Segons el cens del 2000 tenia 3.723 habitants.

## Demografia
Segons el cens del 2000, Chester tenia 3.723 habitants, 1.567 habitatges, i 1.037 famílies. La densitat de població era de 272,2 habitants per km².
Dels 1.567 habitatges en un 28,1% hi vivien nens de menys de 18 anys, en un 50,4% hi vivien parelles casades, en un 11,8% dones solteres, i en un 33,8% no eren unitats familiars. En el 27,1% dels habitatges hi vivien persones soles el 10,2% de les quals corresponia a persones de 65 anys o més que vivien soles. El nombre mitjà de persones vivint en cada habitatge era de 2,38 i el nombre mitjà de persones que vivien en cada família era de 2,87.
Per edats la població es repartia de la següent manera: un 23,1% tenia menys de 18 anys, un 6,6% entre 18 i 24, un 30,3% entre 25 i 44, un 26% de 45 a 60 i un 14% 65 anys o més.
L'edat mediana era de 39 anys. Per cada 100 dones de 18 o més anys hi havia 90,8 homes.
La renda mediana per habitatge era de 56.558 $ i la renda mediana per família de 60.195 $. Els homes tenien una renda mediana de 42.289 $ mentre que les dones 30.495 $. La renda per capita de la població era de 27.789 $. Entorn del 3,3% de les famílies i el 4,9% de la població estaven per davall del llindar de pobresa.

## Poblacions més properes
El següent diagrama mostra les poblacions més properes.